# Lussy-sur-Morges
Lussy-sur-Morges is een gemeente en plaats in het Zwitserse kanton Vaud, en maakt deel uit van het district Morges.
Lussy-sur-Morges telt 550 inwoners.